# Campeonato Africano de Ginástica Artística de 2009
O Campeonato Africano de Ginástica Artística de 2009, foi realizado na cidade do Cairo, no Egito, de 29 de janeiro a 5 de fevereiro.

## Eventos
- Equipes masculinas
- Individual geral masculino
- Solo masculino
- Barra fixa
- Barras paralelas
- Cavalo com alças
- Argolas
- Salto sobre a mesa masculino
- Equipes femininas
- Individual geral feminino
- Trave
- Solo feminino
- Barras assimétricas
- Salto sobre a mesa feminino

## Medalhistas
| Evento                       | Ouro                 | Prata                  | Bronze               |
| Masculino                    |                      |                        |                      |
| Equipes detalhes             | EGY                  | ALG                    | RSA                  |
| Individual geral detalhes    | TUN Bouallegue Wajdi | TUN Sabeur Arfaoui     | EGY Mohamed Soror    |
| Solo detalhes                | TUN Bouallegue Wajdi | EGY Abd Alrahman Sobhi | TUN Sabeur Arfaoui   |
| Cavalo com alças detalhes    | ALG Sid Ali Ferdjani | TUN Sabeur Arfaoui     | EGY Eslam Shaheen    |
| Argolas detalhes             | EGY Waleed Saaed     | ALG Fateh Ait Saada    | EGY Mohamed Soror    |
| Feminino                     |                      |                        |                      |
| Equipes detalhes             | EGY                  | RSA                    | NAM                  |
| Individual geral detalhes    | EGY Sherine el Zeiny | RSA Jennifer Khwela    | EGY Salma Mahmoud    |
| Salto sobre a mesa detalhes  | EGY Sherine el Zeiny | RSA Jennifer Khwela    | RSA Norhan Ahmed Aaa |
| Barras assimétricas detalhes | EGY Sherine el Zeiny | RSA Jennifer Khwela    | EGY Salma Mahmoud    |
| Trave detalhes               | EGY Salma Mahmoud    | EGY Tara Rwan          | RSA Jennifer Khwela  |
| Solo detalhes                | EGY Salma Mahmoud    | RSA Norhan Ahmed Aaa   | RSA Jennifer Khwela  |

## Quadro de medalhas
| Ordem | País          |    |    |   | Total |
| 1     | Egito         | 8  | 2  | 5 | 15    |
| 2     | Tunísia       | 2  | 2  | 1 | 5     |
| 3     | Argélia       | 1  | 2  | 0 | 3     |
| 4     | África do Sul | 0  | 5  | 2 | 7     |
| 5     | Namíbia       | 0  | 0  | 1 | 1     |
| TOTAL | TOTAL         | 11 | 11 | 9 | 31    |

- Nota: Quadro de medalhas elaborado com resultados conhecidos e dispostos nas referências